# Лоазон (река)
Лоазон (фр. Loison) је река у Француској. Дуга је 53 km. Улива се у Шјер. 